# Новостройка (Архангельская область)
Новостро́йка — деревня в Красноборском районе Архангельской области. Входит в состав Алексеевского сельского поселения.

## География
Деревня находится в юго-восточной части Архангельской области, на левом берегу реки Северная Двина, на расстоянии приблизительно 9 км (по прямой) к северо-западу от села Красноборск, административного центра района.

### Часовой пояс
Деревня Новостройка, как и вся Архангельская область, находится в часовой зоне МСК (московское время). Смещение применяемого времени относительно UTC составляет +3:00.

## История
Деревня отмечена уже только на карте 1984 года с населением приблизительно 20 человек. 

## Население
| 2002 | 2010 |
| ---- | ---- |
| 3    | ↘2   |

### Национальный состав
Согласно результатам переписи 2002 года, в национальной структуре населения русские составляли 100 % из 2 чел.